# Darmstadt
Darmstadt er en kreisfrei by i delstaten Hessen i det sydlige Tyskland og er administrationsby for Regierungsbezirk Darmstadt og Landkreis Darmstadt-Dieburg. Darmstadt er den 4. største by i Hessen efter Frankfurt am Main, Wiesbaden og Kassel.
De nærmere beliggende større byer er Frankfurt, som ligger cirka 30 km mod nord, Wiesbaden og Mainz, som ligger cirka 40 km i nordvestlig retning, og Mannheim og Heidelberg, der ligger hhv 45 og 55 km mod syd. Byen benævnes med titlen videnskabsby på grund af det tekniske universitet som blev grundlagt i 1877.

## Geografi

### Nabokommuner
Darmstadt grænser op til Landkreis Offenbach i nord og i øst. Mod syd og vest grænser byen op til Landkreis Darmstadt-Dieburg. Byens nabokommuner er (fra nord og nævnt i urets retning) Egelsbach, byerne Langen og Dreieich (alle tre Landkreis Offenbach), kommunerne Messel, Groß-Zimmern og Roßdorf, byen Ober-Ramstadt, kommunerne Mühltal og Seeheim-Jugenheim, byerne Pfungstadt, Griesheim og Weiterstadt samt kommunen Erzhausen (alle Landkreis Darmstadt-Dieburg).

### Bydele
| Nummer | Navn            | Areal ha | Befolk- ning 1 |
| ------ | --------------- | -------- | -------------- |
| 100    | Darmstadt-Mitte | 233,0    | 16.626         |
| 200    | Darmstadt-Nord  | 1231,9   | 27.713         |
| 300    | Darmstadt-Ost   | 2759,9   | 12.768         |
| 400    | Bessungen       | 552,8    | 12.680         |
| 500    | Darmstadt-West  | 1515,9   | 14.631         |
| 600    | Arheilgen       | 1126,8   | 16.468         |
| 700    | Eberstadt       | 1809,9   | 21.734         |
| 800    | Wixhausen       | 2324,7   | 5.733          |
| 900    | Kranichstein    | 655,5    | 10.750         |
|        | Darmstadt       | 12210,3  | 141.058        |

## Historie

### Navnet "Darmstadt"
Navnet Darmstadts oprindelse er uklar. Den første omtale af byen stammer fra 11. århundrede, hvor den nævnes under navnet Darmundestat. Der er flere mulige forklaringer på navnet:
- Den lokale presse ynder den forklaring der siger, at Darmstadt var en befestet bebyggelse, som tilhørte en adelsfamilie med navnet Darimund.
- Andre hævder, at navnet kommer fra ordene darre (port) og mund (beskytelse). Hermed ville Darmundestat være en Bebyggelse ved en befæstet gennemgang.
- En tredje mulighed er, at ordet stammer fra dar (eg eller træ) og mont (bjerg), altså hvor Darmundestat betyder Træbevokset bakke.

### Religioner
| Religion (Konfession) | Andel relativ | Andel absolut |
| --------------------- | ------------- | ------------- |
| Evangelikere          | 35,7 %        | 49.762        |
| Katolikker            | 19,8 %        | 27.591        |
| Ingen/Andre           | 44,4 %        | 61.786        |

### Demografi
Den 1. april 1937 rundede byens indbyggertal 100.000, idet der denne dag skete en indlemmelse af småbyerne Arheiligen og Eberstadt. Under Anden Verdenskrig var der en negativ udvikling i befolkningstallet, idet der i 1939 var 115.000 indbyggere og i 1945 var 70.000, altså et fald på ca 40%. Først i 1953 nåede indbyggertalet det niveau, som der var før krigen. I 2010 havde Darmstadt 143.276 indbyggere.
| Tidspunkt   | Indbyggertal |
| ----------- | ------------ |
| 1570        | 1.220        |
| 1676        | 1.790        |
| 1772        | 9.800        |
| 1816        | 15.391       |
| 3. Dez 1846 | 26.300       |
| 3. Dez 1861 | 28.526       |
| 3. Dez 1864 | 29.225       |
| 1. Dez 1871 | 33.800       |
| 1. Dez 1875 | 37.273       |
| 1. Dez 1880 | 41.199       |

| Tidspunkt     | Indbyggertal |
| ------------- | ------------ |
| 1. Dez 1885   | 43.146       |
| 1. Dez 1890   | 55.883       |
| 2. Dez 1895   | 63.168       |
| 1. Dez 1900   | 72.381       |
| 1. Dez 1905   | 83.123       |
| 1. Dez 1910   | 87.089       |
| 1. Dez 1916   | 71.410       |
| 8. Okt 1919   | 82.367       |
| 16. Juni 1925 | 89.465       |
| 16. Juni 1933 | 93.222       |

| Tidspunkt    | Indbyggere |
| ------------ | ---------- |
| 17. Mai 1939 | 115.196    |
| 31. Dez 1945 | 69.539     |
| 13. Sep 1950 | 94.788     |
| 25. Sep 1956 | 123.306    |
| 6. Juni 1961 | 136.412    |
| 31. Dez 1965 | 140.066    |
| 27. Mai 1970 | 141.224    |
| 31. Dez 1975 | 137.018    |
| 31. Dez 1980 | 138.201    |
| 31. Dez 1985 | 134.181    |

| Tidspunkt    | Indbyggere |
| ------------ | ---------- |
| 25. Mai 1987 | 134.2720   |
| 31. Dez 1990 | 138.9200   |
| 31. Dez 1995 | 138.9800   |
| 31. Dez 2000 | 138.2420   |
| 31. Dez 2005 | 139.1030   |
| 31. Dez 2007 | 141.058    |
| 31. Dez 2010 | 143.276    |

## Politik

### Kommunalvalg 2011
| Parti                     | Procent |
| ------------------------- | ------- |
| Bündnis 90/Die Grünen     | 32,9%   |
| CDU                       | 24,8%   |
| SPD                       | 21,3%   |
| UFFBASSE                  | 6,5%    |
| Die Linke                 | 3,9%    |
| UWIGA                     | 3,5%    |
| FDP                       | 3,2%    |
| Piratenpartei Deutschland | 2,9%    |
| Andre                     | 1,0%    |

### Overborgmester
| Periode    | Navn                  | Parti                 |
| ---------- | --------------------- | --------------------- |
| 1945–1950  | Ludwig Metzger        | SPD                   |
| 1951–1971  | Dr. Ludwig Engel      | SPD                   |
| 1971–1981  | Hainz Winfried Sabais | SPD                   |
| 1981–1993  | Günther Metzger       | SPD                   |
| 1993–2005  | Peter Benz            | SPD                   |
| 2005–2011  | Walter Hoffmann       | SPD                   |
| 2011-2023  | Jochen Partsch        | Bündnis 90/Die Grünen |
| siden 2023 | Hanno Benz            | SPD                   |

### Venskabsbyer
| - Alkmaar, Holland, siden 1958 - Troyes, Frankrig, siden 1958 - Chesterfield, England, siden 1959 - Graz, Østrig, siden 1968 - Trondheim, Norge, siden 1968 - Bursa, Tyrkiet, siden 1971 - Płock, Polen, siden 1988 - Szeged, Ungarn, siden 1990 | - Gyönk, Ungarn, siden 1990 - Freiberg, Sachsen/Tyskland, siden 1990 - Brescia, Italien, siden 1991 - Saanen-Gstaad, Schweiz, siden 1991 - Uschgorod, Ukraine, siden 1992 - Liepāja, Lettland, siden 1993 - Logroño, Spanien, siden 2002 - Nahariya, Israel, siden 2023 |

## Kultur og Seværdigheder

### Mathildenhöhe
I Mathildenhöhe ligger kunstnerkolonien, som blev åbnet af storhertug Ernst Ludwig af Hessen. Herefter blev byens vartegn, Bryllupstårnet opført (bygget af Joseph Maria Olbrich). Der findes fine eksempler på bygninger i jugendstil samt et stort byggeri opført af den kendte østrigske kunstner og arkitekt Hundertwasser.

## Reference
1. ↑  https://docs.google.com/viewer?a=v&q=cache%3AshBzZY_9nEEJ%3Awww.darmstadt.de%2Fstatis%2FPDF%2FJahrbuch%2F02Bevoelkerung%2FK02-16.pdf+Darmstadt+Mitte+Hochschulviertel+filetype%3APDF+Woogsviertel+Fl%C3%A4che&hl=de&gl=de&sig=AHIEtbReWlkbY11SirrZQKoKR73yCsGaEg&pli=1 (Webside+ikke+længere+tilgængelig)
2. ↑  Jahrbuch Darmstadt Datenreport 2008, 2 Bevölkerung (Webside ikke længere tilgængelig)
3. ↑  http://redaktion.dafacto.com/imperia/md/content/pdf/wirtschaft/statistik/12.pdf
4. ↑  "Statistik-Hessen.de: Bevölkerung der Hessischen Gemeinden". Arkiveret fra originalen 13. maj 2016. Hentet 13. august 2011.